# Дербент (линейный корабль, 1724)
«Дербент» — парусный линейный корабль Балтийского флота Российской империи, находившийс.я на службе в 1720-х годах.

## Описание корабля
«Дербент» имел длину 46,1 м, ширину — 12,8 м, осадку — 5,2 м. Количество членов экипажа варьировалось в пределах 470—483 человек. Судно было вооружено 66 пушками, хотя формально это был 64-пушечный корабль. В числе пушек были 24, 12 и 6-фунтовые орудия.

## История
Линейный корабль был заложен не верфях Санкт-Петербургского адмиралтейства 11 января 1719 года. На воду «Дербент» спустили 27 июля 1724 года. Мастером-корабелом выступил Р. Козенц.
Первоначально «Дербент» использовался для практических плаваний, но с 1728 года находился в Кронштадте и в море не выходил. По окончании службы был разобран.